# Alfred Coste-Floret
Alfred Jean Marie Fernand Coste-Floret (ur. 9 kwietnia 1911 w Montpellier, zm. 9 stycznia 1990 w Paryżu) – francuski polityk, prawnik i samorządowiec, deputowany Zgromadzenia Narodowego, poseł do Parlamentu Europejskiego II kadencji.

## Życiorys
Pochodził z rodziny prawniczej. Ukończył prawo na Uniwersytecie w Montpellier, w 1935 obronił na nim doktorat na temat natury małżeństwa. Wykładał na Uniwersytecie Strasburskim, na czas wojny przeniesionym do Clermont-Ferrand. W tym mieście tworzył struktury Combat i kierował w nich komórką wywiadu, a od 1943 działał w Mouvements unis de la Résistance. Uczestniczył w procesach norymberskich jako zastępca oskarżyciela publicznego.
Od końca lat 20. działał w Parti démocrate populaire, po wojnie wstąpił do Ludowego Ruchu Republikańskiego. W latach 1946–1958 deputowany Zgromadzenia Narodowego I, II i III kadencji. Od 1947 do 1971 był merem Bagnères-de-Luchon, zasiadał też w radzie kantonu z siedzibą w tym mieście oraz w radzie generalnej departamentu Górna Garonna. W latach 70. wstąpił do Centrum Demokratów Społecznych, z których odszedł w 1977, zakładając partię Francuska Demokracja Chrześcijańska, w której został przewodniczącym. W 1984 uzyskał mandat posła do Parlamentu Europejskiego z listy RPR-UDF. Przystąpił do Europejskiego Sojuszu Demokratycznego, należał m.in. do Komisji ds. Kwestii Politycznych i Delegacji ds. stosunków z Izraelem. Był honorowym członkiem Rady Stanu.
Brat bliźniak polityka Paula Coste-Floret, deputowanego i ministra.